# اشک شما به غیر
«اشک شما به غیر» (به انگلیسی: Tear You Apart) تک‌آهنگی توسط گروه موسیقی راک شی وانتس ریونج است که در ژانویه ۲۰۰۶ منتشر شد.